# 北葉村
北葉村為台灣屏東縣瑪家鄉行政區劃，為瑪家鄉治中心，也是中央山脈大武山山區以排灣族為主要居民的村里，常住居民則常約有940餘人。

## 地理
發源於隘寮溪上游，南岸山腹地帶，其地理位置為瑪家鄉行政中心所在地，方向坐東朝西，畔有長年水量豐沛的隘寮溪，前有廣闊的屏東平原，後靠中央山脈北大武山，社區坐落海拔約60至100公尺的淺山斜坡台地上，是一處山明水秀、視野良好的村莊。其境界：東與瑪家村連接，西與內埔鄉水門村通連，北與隘寮溪為界，與三地門鄉三地村相對，南與涼山村鄰接。

## 歷史
現址（北葉）原屬於穆利部落傳統領袖gadegade家族，族人遷徙至現址採階段性實施，分述之：
1. 1952年配合行政區調整，原高雄縣瑪家北葉國民學校於現址重建，並改制為屏東縣瑪家鄉涼山國民學校北葉分校。 （页面存档备份，存于）
2. 1954年第一批遷徙者：高瑪安（Kaumaqan）、都載扎亞（Tjutaizaya）、力瓦固（livaku）、穆利（Muri）等四處部落原本居住於舊北葉，約133戶遷至現址北葉村，約33戶遷移至獅子鄉竹坑村
3. 1955年第二批遷徙者：Sangesangel族群原居於Kaumaqan ，因長年缺水又乾旱，遷至下坡段台地（路邊），然後隨著遷移至現址北葉村約25戶，約2戶遷至瑪家村，約6戶遷至三和村。
4. 1965年第三批遷徙者在瑪家村（makazayazaya）有四處聚落：palule、makazaya、tanavakung、pabikal。分三次遷村：1965年第一次有3戶；1967年第二次有8戶；1970年第三次約有17戶遷至現址北葉村，約有6戶遷至三和村。[永久]
5. 1974年第四批遷至徒者：有部分霧台鄉大武、好茶村約3戶遷至北葉村。[永久]
6. 2009年八八風災後，同鄉瑪家村、霧台鄉好茶村、三地門鄉大社村遷村治至改村境內瑪家農場建立禮納里部落，同時土地分劃入各村，形成北葉村三個內飛地。

## 知名人物
- 周源則（族名「藍豹」）：前北葉村村長、內埔農會農事小組長。[永久]

## 機關團體
一、行政單位：
1. 鄉公所（略）
2. 村辦公處（略）

二、機關團體與服務單位：
1. 瑪家鄉戶政事務所：辦理全鄉戶政業務，如出生證明、結婚登記、遷出遷入、申請身分證、戶籍謄本等。
2. 瑪家鄉衛生所：位於社區中間地帶右側，鄉公所右邊，負責衛生安全政策執行與服務，提供社區居民一般醫療，每日輪值編排為鄉民職司醫療服務，照顧與維護鄉民身體保健工作。 （页面存档备份，存于）
3. 救國團瑪家鄉團委會:指導鄉青年、青少年各種育、樂活動計劃與執行，促進青年、青少年身心健康為最高目標。
4. 瑪家鄉婦女會：以服務本鄉婦女各種家庭生計為主軸之各種活動，歷年服務社區協助辦理各大型活動推展，對社區健康營造貢獻良多，成就非凡。 （页面存档备份，存于）
5. 林務局隘寮分班（略）
6. 自來水公司屏東營運所北葉分所（略）
7. 瑪家鄉圖書館（略）[]
8. 瑪家鄉民眾服務站（略）

三、教育單位：
1. 北葉國小：學校創立迄今，在各歷任校長及教師，對求學學子，有教無類，任勞任怨的教導下，培育的人才已遍布全國各行各業，目前有博士學位者2人、碩士學位者10餘人、大專院校學歷者不計其數。[永久]
2. 瑪家鄉托兒所：於民81年成立。托兒所主要功能在養護與學前教育，充分協助與解決鄉親時間及能力上之困境。

四、宗教單位
1. 天主教堂：首任神父為西班牙籍蘇士朗會士，於42至43年間，奉天主教高雄教區派駐本鄉廣招信徒積極傳教，因有了神父建立教堂的功績與後續的辛勤耕耘，得以豐富了教友的心靈，遠離了罪惡。
2. 台灣基督長教會北葉教會：教會引領信徒參與社區各種振興工作，功在鄉梓非筆墨足以概括。（页面存档备份，存于）[永久]
3. 基督復臨安息日北葉教會：教會現址土地係由kazangilan洪賜命先生提供。

## 外部連結
- 屏東縣政府